# Čečenski mučeniki
Čečenski mučeniki je naziv za ohlapno zvezo več čečenskih separatističnih terorističnih skupin.

## Zgodovina
Organizacija je nastala leta 1991, po neuspeli osamosvojitvi Čečenije in ruski intervenciji v tej državi. 

## Organizacija
- Izvidniški in sabotažni bataljon Rijadus-Salihina (kasneje znan kot Rijad al-Salihin)
- čečenske črne vdove,

## Delovanje
Bojno delovanje Čečenskih mučenikov lahko delimo na gverilsko bojevanje, ki ga izvajajo na področju Čečenije in teroristične napade, ki jih izvajajo na proruske čečenske sile in vlado in na področju Rusije.
Najbolj znani teroristični napadi so:
- napad na Znamenskoje (12. maj 2003),
- napad na Grozni (27. december 2003),
- Gledališče Dobrovka (Moskva, oktober 2002),
- osnovna šola Beslan (Beslan, 1. september 2004).